# Benedetta Glionna
Benedetta Glionna (Napoli, 26 luglio 1999) è una calciatrice italiana, attaccante dell'Inter e della nazionale italiana.
Nel 2018 ha vinto la prima edizione del premio Golden Girl in qualità di migliore calciatrice italiana Under-21.

## Caratteristiche tecniche
È un'attaccante esterna dotata di tecnica e velocità, a proprio agio nel saltare l'avversario e concludere a rete.

## Carriera

### Club

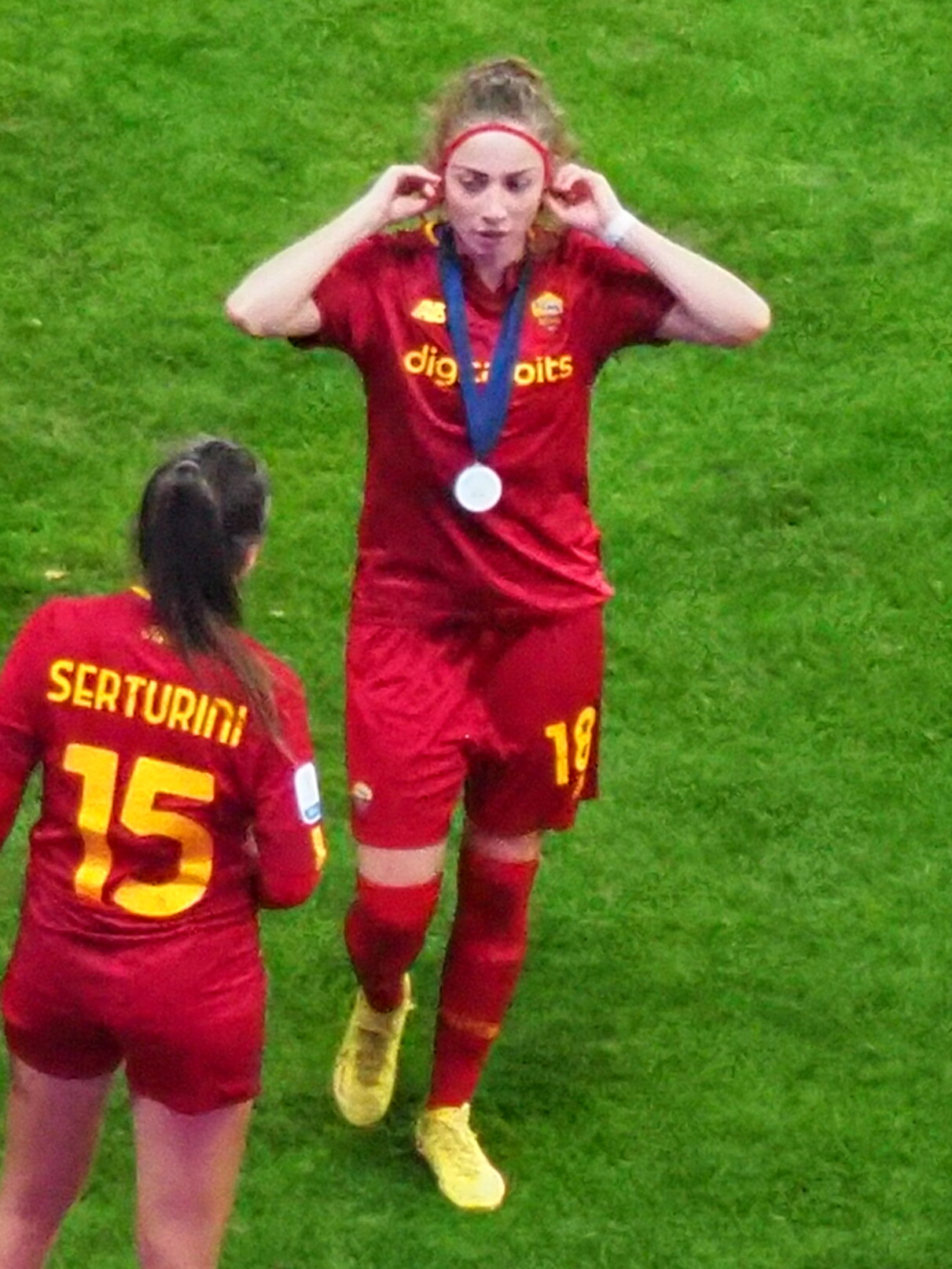
Glionna festeggia la vittoria della Supercoppa italiana 2022 con la Roma

#### Fiammamonza
Cresce nella Fiammamonza, dove entra all'età di 12 anni. Talento precoce, a 14 anni compie il salto dalla formazione Giovanissimi direttamente alla prima squadra, in Serie C, dove nelle stagioni seguenti si afferma insieme a un'altra giovane compagna di reparto, Cantore. Dopo due promozioni sfumate solo in dirittura d'arrivo, nell'annata 2016-2017 è tra le maggiori artefici, con i suoi numerosi gol, della vittoria del campionato e annessa promozione biancorossa in Serie B.
Non ha tuttavia modo di giocare in cadetteria con la formazione monzese, poiché nell'estate seguente, insieme a Cantore, passa in prestito alla neonata Juventus, nel campionato di Serie A.

#### Juventus e prestiti
Pur a fronte della giovane età e del doppio salto di categoria, fin dalle prime settimane si impone nell'undici titolare delle bianconere, segnalandosi tra i maggiori talenti del campionato; nonostante un finale di stagione in calando, anche per via di qualche guaio fisico, con 7 gol in 20 gare contribuisce al primo e storico scudetto delle torinesi, arrivato dopo il vittorioso spareggio contro il Brescia. Al termine dell'annata, inoltre, l'età le consente di essere aggregata, insieme alle compagne della prima squadra Cantore e Caruso, alla formazione Primavera juventina per le fasi finali del campionato di categoria, raggiungendo la finale scudetto poi persa contro le pari età della Pink Sport Time.
Nella stagione seguente contribuisce alla vittoria del double nazionale da parte della Juventus; tuttavia una sopravvenuta concorrenza nel ruolo, oltreché una sfortunata serie di ricadute fisiche, non le consentono di trovare continuità di rendimento. Per questi motivi, nell'estate 2019 viene ceduta in prestito ai pari categoria del Verona, anche stavolta insieme a Cantore.
Anche per la stagione 2020-2021 viene ceduta in prestito, stavolta all'Empoli. Con la squadra toscana gioca un campionato d'alto livello, contribuendo a mantenere l'Empoli in posizioni di alta classifica per tutto il campionato tanto da essere indicata come una delle squadre rivelazione. A disposizione del tecnico Alessandro Spugna matura 18 presenze su 22 incontri di Serie A, realizzando 10 reti, per la prima volta in doppia cifra nel massimo livello del campionato italiano, alle quali si aggiungono i 5 gol su 3 presenze in Coppa Italia siglando una tripletta alla Juventus nell'incontro di andata dei quarti di finale, incontro poi vinto dalle bianconere per 5-4 in rimonta ma che aveva messo in discussione il passaggio del turno delle detentrici del titolo 2018-2019 (quello seguente venne annullato causa la pandemia di COVID-19).

#### Roma
Tornata alla Juventus nell'estate 2021, all'inizio della stagione 2021-2022 Glionna si trasferisce alla Roma, in uno scambio di mercato che porta invece Agnese Bonfantini alla Juventus. Il 18 agosto 2022, diventa la prima giocatrice giallorossa ad andare a segno in UEFA Women's Champions League, realizzando una doppietta nella vittoria esterna per 3-1 contro il Glasgow City.
Lungo la stagione 2022-2023, contribuisce alla vittoria della Supercoppa italiana e del campionato, primo titolo nazionale nella storia del club. Bissa il double nazionale nella stagione seguente, mentre nell'ultima trascorsa in giallorosso, quella del 2024-2025, solleva la seconda Supercoppa italiana.

#### Inter
Nella stagione 2025-2026 si trasferisce all'Inter.

### Nazionale

#### Nazionali giovanili
Inizia a essere convocata agli stage della FIGC per vestire le maglie delle nazionali giovanili. Inserita in rosa nella formazione under 17 dal responsabile tecnico Enrico Sbardella, fa il suo debutto in un torneo UEFA il 9 aprile 2015 a Montepulciano, in occasione dell'incontro perso per 1-0 con le pari età della Rep. Ceca e valido per la fase élite di qualificazione al campionato europeo di Islanda 2015. Glionna scende in campo in tutte le tre partite della fase, ma le Azzurrine con due sconfitte e una vittoria non riescono ad accedere alla fase finale.
L'avvicendamento sulla panchina dell'under 17 tra Sbardella e Rita Guarino non muta la fiducia nell'attaccante, la quale continua a essere inserita in rosa per la successiva fase di qualificazione all'Europeo di Bielorussia 2016. Glionna viene impiegata in tutti i sei incontri delle due fasi di qualificazione: va a segno per la prima volta con una doppietta nella partita vinta per 5-0 sulla Bosnia ed Erzegovina, e sigla altre due reti nella prima fase, una alla Macedonia del Nord e una alla Irlanda del Nord, più una seconda doppietta nella fase élite alla Grecia, contribuendo questa volta alla qualificazione dell'Italia alla fase finale. Qui la nazionale italiana non riesce a superare il turno, dopo due incontri a reti inviolate con la Repubblica Ceca e le future campionesse d'Europa della Germania, perdendo la decisiva partita con la Spagna dove Glionna al 62' segna l'unica e ininfluente rete per le Azzurrine fissando il risultato sul 3-1.

#### Nazionale maggiore
Il commissario tecnico della nazionale maggiore, Milena Bertolini, la inserisce in rosa per la partita amichevole con la Francia del 20 gennaio 2018, in cui fa il suo esordio.
Il 25 ottobre 2024 segna la sua prima rete in maglia azzurra nell'amichevole contro Malta, vinta per 5-0.

## Statistiche

### Presenze e reti nei club
Statistiche aggiornate al 17 maggio 2025.
| Stagione           | Squadra            | Campionato         | Campionato | Campionato | Coppe nazionali | Coppe nazionali | Coppe nazionali | Coppe continentali | Coppe continentali | Coppe continentali | Altre Coppe | Altre Coppe | Altre Coppe | Totale | Totale |
| Stagione           | Squadra            | Comp               | Pres       | Reti       | Comp            | Pres            | Reti            | Comp               | Pres               | Reti               | Comp        | Pres        | Reti        | Pres   | Reti   |
| ------------------ | ------------------ | ------------------ | ---------- | ---------- | --------------- | --------------- | --------------- | ------------------ | ------------------ | ------------------ | ----------- | ----------- | ----------- | ------ | ------ |
| 2014-2015          | Fiammamonza        | C                  | ?          | 17         | -               | -               | -               | -                  | -                  | -                  | -           | -           | -           | ?      | 17     |
| 2015-2016          | Fiammamonza        | C                  | ?          | 20         | -               | -               | -               | -                  | -                  | -                  | -           | -           | -           | ?      | 20     |
| 2016-2017          | Fiammamonza        | C                  | ?          | 31         | -               | -               | -               | -                  | -                  | -                  | -           | -           | -           | ?      | 31     |
| Totale Fiammamonza | Totale Fiammamonza | Totale Fiammamonza | ?          | 68         | -               | -               | -               | -                  | -                  | -                  | -           | -           | -           | ?      | 68     |
| 2017-2018          | Juventus           | A                  | 19+1       | 7+0        | CI              | 4               | 4               | -                  | -                  | -                  | -           | -           | -           | 24     | 11     |
| 2018-2019          | Juventus           | A                  | 18         | 6          | CI              | 5               | 2               | UWCL               | 1                  | 0                  | SI          | 1           | 0           | 25     | 8      |
| Totale Juventus    | Totale Juventus    | Totale Juventus    | 38         | 13         |                 | 9               | 6               |                    | 1                  | 0                  |             | 1           | 0           | 49     | 19     |
| 2019-2020          | Verona             | A                  | 16         | 5          | CI              | 1               | 0               | -                  | -                  | -                  | -           | -           | -           | 17     | 5      |
| 2020-2021          | Empoli             | A                  | 18         | 10         | CI              | 3               | 5               | -                  | -                  | -                  | -           | -           | -           | 21     | 15     |
| 2021-2022          | Roma               | A                  | 18         | 5          | CI              | 6               | 0               |                    | -                  | -                  | SI          | 1           | 0           | 25     | 5      |
| 2022-2023          | Roma               | A                  | 25         | 5          | CI              | 7               | 2               | UWCL               | 11                 | 4                  | SI          | 1           | 0           | 44     | 11     |
| 2023-2024          | Roma               | A                  | 18         | 3          | CI              | 5               | 1               | UWCL               | 6                  | 0                  | SI          | 1           | -           | 30     | 4      |
| 2024-2025          | Roma               | A                  | 20         | 1          | CI              | 5               | 2               | UWCL               | 7                  | 0                  | SI          | 1           | 1           | 33     | 4      |
| Totale Roma        | Totale Roma        | Totale Roma        | 81         | 14         |                 | 23              | 5               |                    | 24                 | 4                  |             | 4           | 1           | 132    | 24     |
| 2025-2026          | Inter              | A                  | 0          | 0          | CI              | 0               | 0               | UWCL               | -                  | -                  | AWC         | -           | -           | 0      | 0      |
| Totale carriera    | Totale carriera    | Totale carriera    | 153+       | 110        |                 | 36              | 16              |                    | 25                 | 4                  |             | 5           | 1           | 219+   | 131    |

### Cronologia presenze e reti in nazionale
| Cronologia completa delle presenze e delle reti in nazionale ― Italia | Cronologia completa delle presenze e delle reti in nazionale ― Italia | Cronologia completa delle presenze e delle reti in nazionale ― Italia | Cronologia completa delle presenze e delle reti in nazionale ― Italia | Cronologia completa delle presenze e delle reti in nazionale ― Italia | Cronologia completa delle presenze e delle reti in nazionale ― Italia | Cronologia completa delle presenze e delle reti in nazionale ― Italia | Cronologia completa delle presenze e delle reti in nazionale ― Italia |
| Data                                                                  | Città                                                                 | In casa                                                               | Risultato                                                             | Ospiti                                                                | Competizione                                                          | Reti                                                                  | Note                                                                  |
| --------------------------------------------------------------------- | --------------------------------------------------------------------- | --------------------------------------------------------------------- | --------------------------------------------------------------------- | --------------------------------------------------------------------- | --------------------------------------------------------------------- | --------------------------------------------------------------------- | --------------------------------------------------------------------- |
| 20-1-2018                                                             | Marsiglia                                                             | Francia                                                               | 1 – 1                                                                 | Italia                                                                | Amichevole                                                            | -                                                                     | 46’                                                                   |
| 28-2-2018                                                             | Larnaca                                                               | Italia                                                                | 3 – 0                                                                 | Svizzera                                                              | Cyprus Cup 2018 - 1º turno                                            | -                                                                     | 77’                                                                   |
| 2-3-2018                                                              | Larnaca                                                               | Galles                                                                | 0 – 3                                                                 | Italia                                                                | Cyprus Cup 2018 - 1º turno                                            | -                                                                     | 46’                                                                   |
| 22-9-2020                                                             | Zenica                                                                | Bosnia ed Erzegovina                                                  | 0 – 5                                                                 | Italia                                                                | Qual. Euro 2022                                                       | -                                                                     | 67’                                                                   |
| 24-2-2021                                                             | Firenze                                                               | Italia                                                                | 12 – 0                                                                | Israele                                                               | Qual. Euro 2022                                                       | -                                                                     | 46’                                                                   |
| 10-4-2021                                                             | Firenze                                                               | Italia                                                                | 1 – 0                                                                 | Islanda                                                               | Amichevole                                                            | -                                                                     | 56’                                                                   |
| 13-4-2021                                                             | Firenze                                                               | Italia                                                                | 1 – 1                                                                 | Islanda                                                               | Amichevole                                                            | -                                                                     | 58’                                                                   |
| 14-6-2021                                                             | Wiener Neustadt                                                       | Austria                                                               | 2 – 3                                                                 | Italia                                                                | Amichevole                                                            | -                                                                     | 70’                                                                   |
| 17-9-2021                                                             | Trieste                                                               | Italia                                                                | 3 – 0                                                                 | Moldavia                                                              | Qual. Mondiali 2023                                                   | -                                                                     | 73’                                                                   |
| 26-10-2021                                                            | Vilnius                                                               | Lituania                                                              | 0 – 5                                                                 | Italia                                                                | Qual. Mondiali 2023                                                   | -                                                                     | 67’                                                                   |
| 30-11-2021                                                            | Mogoșoaia                                                             | Romania                                                               | 0 – 5                                                                 | Italia                                                                | Qual. Mondiali 2023                                                   | -                                                                     | 76’                                                                   |
| 23-2-2022                                                             | Lagos                                                                 | Svezia                                                                | 1 – 1 (6 - 5 dtr)                                                     | Italia                                                                | Algarve Cup 2022 - Finale                                             | -                                                                     | 56’                                                                   |
| 2-9-2022                                                              | Chișinău                                                              | Moldavia                                                              | 0 – 8                                                                 | Italia                                                                | Qual. Mondiali 2023                                                   | -                                                                     | 57’                                                                   |
| 6-9-2022                                                              | Ferrara                                                               | Italia                                                                | 2 – 0                                                                 | Romania                                                               | Qual. Mondiali 2023                                                   | -                                                                     | 46’                                                                   |
| 10-10-2022                                                            | Genova                                                                | Italia                                                                | 0 – 1                                                                 | Brasile                                                               | Amichevole                                                            | -                                                                     | 71’                                                                   |
| 15-11-2022                                                            | Belfast                                                               | Irlanda del Nord                                                      | 1 – 0                                                                 | Italia                                                                | Amichevole                                                            | -                                                                     | 71’                                                                   |
| 1-7-2023                                                              | Ferrara                                                               | Italia                                                                | 0 – 0                                                                 | Marocco                                                               | Amichevole                                                            | -                                                                     | 57’                                                                   |
| 14-7-2023                                                             | Auckland                                                              | Nuova Zelanda                                                         | 0 – 1                                                                 | Italia                                                                | Amichevole                                                            | -                                                                     | 55’                                                                   |
| 2-8-2023                                                              | Wellington                                                            | Sudafrica                                                             | 3 – 2                                                                 | Italia                                                                | Mondiali 2023 - Fase a gironi                                         | -                                                                     | 90+10’                                                                |
| 22-9-2023                                                             | San Gallo                                                             | Svizzera                                                              | 0 – 1                                                                 | Italia                                                                | UEFA Women's Nations League 2023-2024 - Fase a gironi                 | -                                                                     | 72’                                                                   |
| 26-9-2023                                                             | Castel di Sangro                                                      | Italia                                                                | 0 – 1                                                                 | Svezia                                                                | UEFA Women's Nations League 2023-2024 - Fase a gironi                 | -                                                                     | 90+2’                                                                 |
| 27-10-2023                                                            | Salerno                                                               | Italia                                                                | 0 – 1                                                                 | Spagna                                                                | UEFA Women's Nations League 2023-2024 - Fase a gironi                 | -                                                                     | 61’                                                                   |
| 31-10-2023                                                            | Malmö                                                                 | Svezia                                                                | 1 – 1                                                                 | Italia                                                                | UEFA Women's Nations League 2023-2024 - Fase a gironi                 | -                                                                     | 81’                                                                   |
| 23-2-2024                                                             | Bagno a Ripoli                                                        | Italia                                                                | 0 – 0                                                                 | Irlanda                                                               | Amichevole                                                            | -                                                                     | 62’                                                                   |
| 25-10-2024                                                            | Roma                                                                  | Italia                                                                | 5 – 0                                                                 | Malta                                                                 | Amichevole                                                            | 1                                                                     |                                                                       |
| Totale                                                                |                                                                       | Presenze                                                              | 25                                                                    |                                                                       | Reti                                                                  | 1                                                                     |                                                                       |

## Palmarès

### Club
- Serie C: 1

Fiammamonza: 2016-2017
- Campionato italiano: 4

Juventus: 2017-2018, 2018-2019
Roma: 2022-2023, 2023-2024
- Coppa Italia: 2

Juventus: 2018-2019
Roma: 2023-2024
- Supercoppa italiana: 2

Roma: 2022, 2024

### Individuale
- Golden Girl: 1

Miglior italiana Under-21: 2018
- Gran Galà del calcio AIC: 1

Squadra dell'anno: 2021